# Tom Kitt

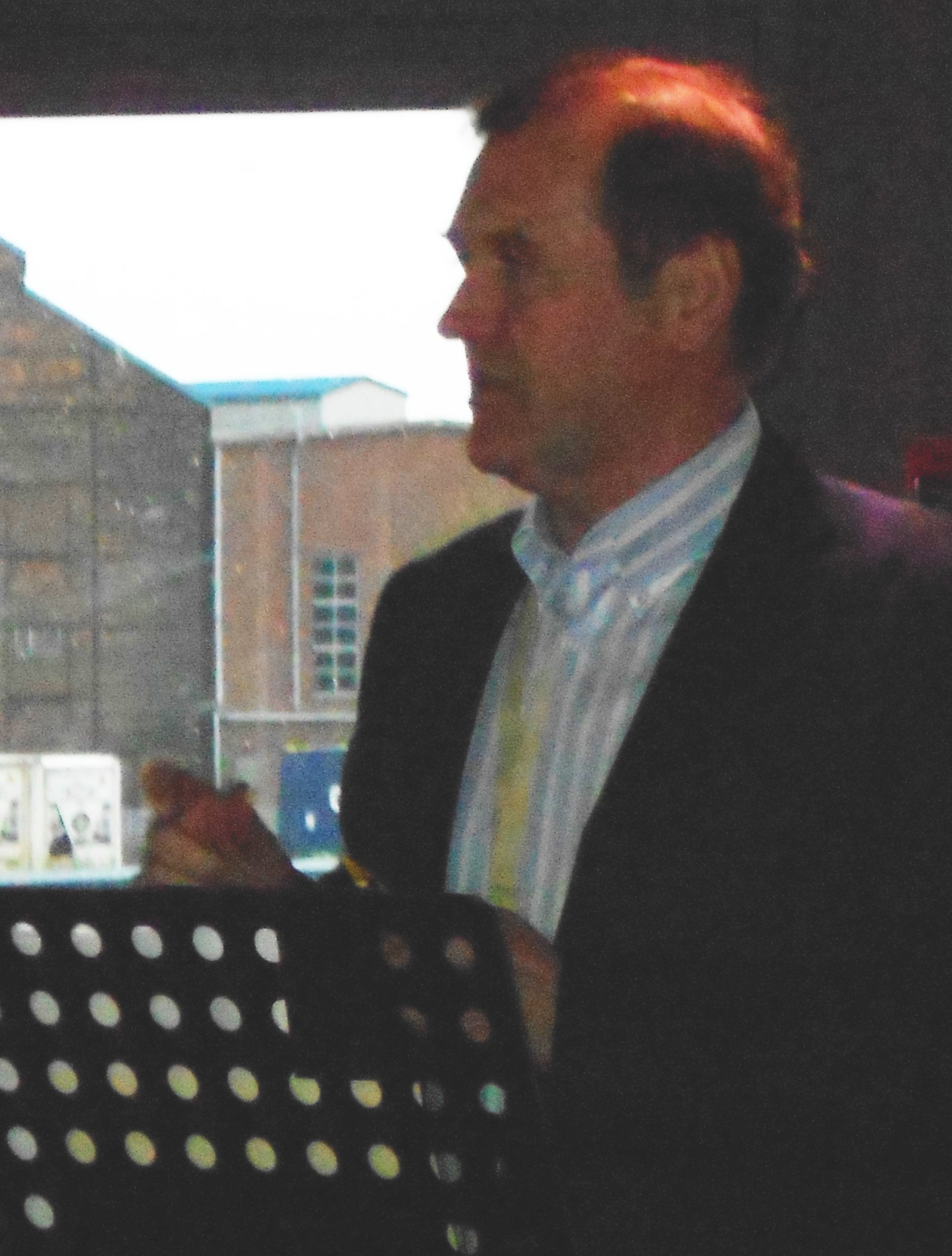
Tom Kitt, 2012

Tom Kitt (irisch Tomás Ó Ceit, * 11. Juli 1952 in Galway, County Galway) ist ein irischer Politiker (Fianna Fáil) und gehörte von 1987 bis 2011 dem Dáil Éireann, dem Unterhaus des irischen Parlaments, an. 
Kitt besuchte das St Jarlath's College in Tuam und das St Patrick's Teachers Training College in Drumcondra, einem Vorort von Dublin. Später wurde er als Lehrer tätig.
Von 1979 bis 1990 gehörte er dem Dublin County Council an. Im Jahr 1987 wurde er im Wahlkreise Dublin South erstmals für die Fianna Fáil in den Dáil Éireann gewählt. Als Abgeordneter bekleidete er mehrfach Posten als Staatsminister und war vom 29. September 2004 bis zum 6. Mai 2008 Government Chief Whip. Bei den Wahlen 2011 zum 31. Dáil Éireann trat er nicht mehr an.
Kitt ist verheiratet und hat vier Kinder, drei Söhne und eine Tochter. Sein Vater ist der irische Politiker Michael F. Kitt. Seine Schwester Áine Brady sowie sein Bruder Michael P. Kitt sind ebenfalls Abgeordnete im Dáil Éireann.
Neben der Politik ist Kitt ein begeisterter Marathonläufer. Unter anderem nahm er an fünf Dublin-Marathons teil, sowie 1991 am Berlin-Marathon, 1996 am Belfast-Marathon und dem im selben Jahr stattfindenden 100. Boston-Marathon. 